# Carretera Federal 1

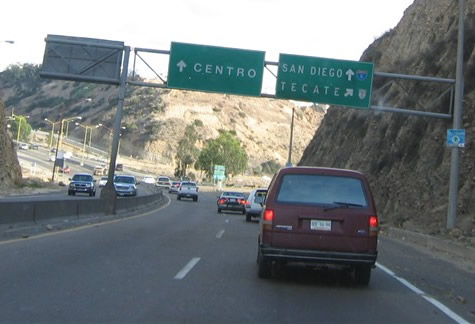

A Carretera Federal 1 ou Carretera Transpeninsular é uma rodovia no México que atravessa de ponta a ponta a península da Baixa Califórnia, de Tijuana até ao Cabo San Lucas, através dos estados mexicanos de Baja California e Baja California Sur. A estrada tem 1711 km de extensão.